# ISO 3166-2:CV
ISO 3166-2:CV correspond aux données ISO 3166-2 publiées par l'Organisation internationale de normalisation pour les principales Subdivisions du Cap-Vert.
Les deux districts sont identifiés par le code CV- suivi d'une lettre. Les dix-sept municipalités sont identifiées par le code CV- suivi de deux lettres.

## Mise à jour
ISO 3166-2:2002-05-21 no 2

## Districts (2)pt:distrito
| Code | District           |
| ---- | ------------------ |
| B    | Îles de Barlavento |
| S    | Îles de Sotavento  |

## Municipalités (17)pt:concelho
| Code  | Municipalité          | District |
| ----- | --------------------- | -------- |
| CV-BV | Boa Vista             | B        |
| CV-BR | Brava                 | S        |
| CV-CS | Calheta de São Miguel | S        |
| CV-MA | Maio                  | S        |
| CV-MO | Mosteiros             | S        |
| CV-PA | Paul                  | B        |
| CV-PN | Porto Novo            | B        |
| CV-PR | Praia                 | S        |
| CV-RG | Ribeira Grande        | B        |
| CV-SL | Sal                   | B        |
| CV-CA | Santa Catarina        | S        |
| CV-CR | Santa Cruz            | S        |
| CV-SD | São Domingos          | S        |
| CV-SF | São Filipe            | S        |
| CV-SN | São Nicolau           | B        |
| CV-SV | São Vicente           | B        |
| CV-TA | Tarrafal              | S        |